# Olla (Luisiana)
Olla es un pueblo ubicado en la parroquia de La Salle en el estado estadounidense de Luisiana. En el Censo de 2010 tenía una población de 1385 habitantes y una densidad poblacional de 135,97 personas por km².

## Geografía
Olla se encuentra ubicado en las coordenadas 31°53′53″N 92°14′26″O / 31.89806, -92.24056. Según la Oficina del Censo de los Estados Unidos, Olla tiene una superficie total de 10.19 km², de la cual 10.19 km² corresponden a tierra firme y (0%) 0 km² es agua.

## Demografía
Según el censo de 2010, había 1385 personas residiendo en Olla. La densidad de población era de 135,97 hab./km². De los 1385 habitantes, Olla estaba compuesto por el 96.03% blancos, el 1.81% eran afroamericanos, el 0.51% eran amerindios, el 0.14% eran asiáticos, el 0% eran isleños del Pacífico, el 0.36% eran de otras razas y el 1.16% pertenecían a dos o más razas. Del total de la población el 1.59% eran hispanos o latinos de cualquier raza.